# Скат Берга
Скат Берга (лат. Bathyraja bergi) — вид хрящевых рыб рода глубоководных скатов семейства Arhynchobatidae отряда скатообразных. Обитают в северо-западной части Тихого океана. Встречаются на глубине до 1800 м. Их крупные, уплощённые грудные плавники образуют округлый диск со треугольным рылом. Максимальная зарегистрированная длина 102 см. Откладывают яйца. Не представляют интереса для коммерческого промысла.

## Таксономия
Впервые вид был научно описан в 1983 году. Вид назван в честь русского и советского зоолога Льва Семёновича Берга.

## Ареал
Эти скаты обитают в северо-западной части Тихого океана в водах Японии, России (Курильские острова). Их присутствие у берегов Тайваня и Китая не подтверждено. Встречаются на материковом склоне на глубине от 70 до 900 м, по другим данным от 300 до 1800 м. Температура воды в среде обитания скатов Берга находится в пределах от  -0,1 до 3,6 °C.

## Описание
Широкие и плоские грудные плавники этих скатов образуют ромбический диск с широким треугольным рылом и закруглёнными краями.  На вентральной стороне диска расположены 5 жаберных щелей, ноздри и рот. На хвосте имеются латеральные складки, пролегающие вдоль всей его длины.  Хвост длиннее диска. Первый спинной плавник немного больше второго, хвостовой — сильно редуцирован.
Шипики в глотке и на жаберных дугах отсутствуют. Дорсальная поверхность полностью покрыта грубыми шипиками, вентральная поверхность голая. У взрослых самцов концентрация шипов в центральной части грудных плавников меньше, чем у самок. Имеются лопаточные шипы, срединный ряд шипов на диске состоит из 3–6 шипов. Между дисковым срединным рядом и хвостовым, состоящим из 21—29 шипов, имеется разрыв в районе тазовых бугров. Шипы высокие, в форме конусов. В отличие у других представителей рода Bathyraja их вершины направлены не только назад. У самцов имеются аларные колючки, выстроенные в 21–29 ряд. Максимальные количество колючек в ряду 9. Максимальная зарегистрированная длина 102 см.    

## Биология
Эмбрионы развиваются за счет желтка. Эти скаты откладывают яйца, заключённые в роговую капсулу длиной около 10,6—13,2 см и шириной 7,6—8,6 см с твёрдыми «рожками» на концах.

## Взаимодействие с человеком
Эти скаты не являются объектом целевого лова. Биомасса данного вида в российских водах оценивается в 3100  тонн, в том числе 1900 тонн у берегов Курильских островов, 800 тонн в Охотском море и 400 тонн в Японском море. Международный союз охраны природы  присвоил этому виду охранный статус «Вызывающий наименьшие опасения».